# Dom Pedrito

Dom Pedrito este un oraș în Rio Grande do Sul (RS), Brazilia.